# ファウスト序曲
『ファウスト序曲』（ファウストじょきょく、Eine Faust-Ouvertüre）は、リヒャルト・ワーグナーによって作曲された演奏会用序曲である。ワーグナー作品目録（WWV）では59番。

## 作曲の経緯
1839年、パリにおいてアブネック指揮のパリ音楽院管弦楽団によるベートーヴェンの交響曲第9番の演奏を聴いて感銘を受けたワーグナーは、ゲーテの『ファウスト』に基づく大規模な「ファウスト交響曲」の構想を練り上げ、1840年1月にその第1楽章を完成させた。しかし、後続の楽章は作曲されず、最終的に単独の管弦楽曲として完成した。

## 初演
ワーグナーはこの曲をパリ音楽院管弦楽団に初演してもらうつもりでパート譜を用意したが、実現しなかった。1844年7月22日、ドレスデンにおいて作曲者自身の指揮により初演されたが、その後は数回演奏された後に放置され、忘れられた。1852年、フランツ・リスト（自身も後に『ファウスト交響曲』を作曲した）がヴァイマルでこの曲を蘇演し、ワーグナーも再びこの作品への関心を取り戻した。1852年9月に改訂を行い、1855年に出版された。
なお、日本初演は1927年3月27日、日本青年館において近衛秀麿指揮、新交響楽団（現NHK交響楽団）によって行われた。
　

## 編成
ピッコロ、フルート2、オーボエ2、クラリネット2、ファゴット3、ホルン4、トランペット2、トロンボーン3、バスチューバ（初版ではセルパン）、ティンパニ、弦五部。
当時、チューバはオフィクレイドに代わり登場して間もなかったが、あえて冒頭でソロとして用いた点が注目される。ワーグナーは、本曲の改訂版において初めてフルスコアにチューバのパートを入れたとされており、『さまよえるオランダ人』において大々的に用いることとなる。

## 作品の内容
緩やかな序奏付きのソナタ形式である。Sehr gehalten（非常に保持して）ニ短調、4分の4拍子で序奏が開始される。冒頭、チューバがどっしりとした低音の重たいモティーフを吹き、チェロとヴィオラが細かい音形で応答する。この細かい音形は第1主題を暗示している。木管群に短2度で動く悲痛なモティーフが現れ、2つのモティーフを軸に音楽は進んでゆくが、ニ長調の明るい旋律が木管とホルンに登場する。
しかし、すぐに暗く重く沈み、弦楽器に冒頭動機が現れ、低弦がこれを受け、属和音が叩き付けられると、Sehr bewegt（非常に激動して）2分の2拍子の主部アレグロに突入する。第1主題は半音階的なもので、細かい音形モティーフを含む。短2度モティーフも加わって盛り上がり、主題が確保されるとすぐに付点リズムの下降する旋律が全合奏で鳴り渡る。静かになり、木管と弦がやや憂鬱に響く。オーボエに明るい旋律が現れるが、第1主題のモティーフに阻まれる。そして、フルートに第2主題が現れる。弦楽器に受け渡され、ゆったりと穏やかな音楽になる。
展開部に入り、木管に序奏のニ長調の旋律が現れ、これに弦楽器の第1主題音形モティーフが応える形で進んでゆく。次第に暗さを増し、ついに金管群がニ長調の旋律をニ短調で激しく吹き鳴らし、和音が打ち鳴らされ、再び静かになる。木管と弦が静かに響く。切れ切れに第1主題の動機が現れる。冒頭の動機が登場すると、木管楽器が細かい刻みで伴奏し、盛り上がってくる。
一度音量を落とし、激しく盛り上がってついに第1主題が全合奏で高らかに再現される。付点リズムの下降動機もすぐ現れ、少し展開される。すぐに第2主題も再現されるが、暗い影を帯びている。木管と弦が主体となり、ニ短調主和音に終結する……と見せかけ、冒頭動機が再現されると管楽器にコラール風の楽句が現れ、ニ長調主和音の優しい響きで終わる。
演奏時間は約13分。